# Теплий Ключ
Те́плий Ключ (рос. Тёплый Ключ) — присілок у складі Кігинського району Башкортостану, Росія. Входить до складу Верхньокігинської сільської ради.
Населення — 71 особа (2010; 86 в 2002).
Національний склад:
- росіяни — 55 %
- татари — 28 %